# Models 1
Models 1, anche nota semplicemente come Models 1 è una agenzia di moda inglese. Avviata nel 1968 con soltanto tre modelle, l'agenzia si è allargata al punto di diventare una delle più importanti realtà europee del settore. Fra i principali volti rappresentati dall'agenzia si possono citare quelli di Cindy Crawford, Naomi Campbell, Kate Moss e Claudia Schiffer.

## Personaggi rappresentati
Il seguente è un elenco incompleto dei principali personaggi rappresentati dalla Models 1, in ogni epoca.
- Nadja Auermann
- Marisa Berenson
- Naomi Campbell
- Will Chalker
- Cindy Crawford
- Maryam d'Abo
- Carmen Dell'Orefice
- Elisabetta Dessy
- Agyness Deyn
- Dewi Driegen
- Chiara Baschetti
- Sophie Ellis-Bextor
- Pietro Boselli

- Linda Evangelista
- Angie Everhart
- Liliane Ferrarezi
- Chris Folz
- Magdalena Frackowiak
- Natalija Gocij
- Lauren Gold
- Jerry Hall
- Emma Heming
- Dree Hemingway
- Paris Hilton
- Patsy Kensit

- Ruslana Koršunova
- Yasmin Le Bon
- Debbie Leng
- Denice D. Lewis
- Noah Mills
- Kate Moss
- Jaime Murray
- Olivia Palermo
- Robert Pattinson
- Daniel Pimentel
- Natasha Poly
- Missy Rayder

- Eva Riccobono
- Joely Richardson
- Vlada Rosljakova
- Hollie May Saker
- Sara Sampaio
- Claudia Schiffer
- Iris Strubegger
- Twiggy
- Amber Valletta
- Anna V'jalicyna
- Sam Way